# En Moders Kærlighed
En Moders Kærlighed er en amerikansk stumfilm fra 1917 af Rupert Julian.

## Medvirkende
- Rupert Julian som John Standing
- Ruth Clifford som Catherine Thurston
- E. Alyn Warren som Romeo Bonelli
- Elsie Jane Wilson som Christine
- Ruby Lafayette som Mrs. Standing